# 利加布龍屬
利加布龍屬（學名：Ligabuesaurus）是蜥腳下目泰坦巨龍類恐龍的一屬，生存於白堊紀早期（約1億1200萬至1億900萬年前）的阿根廷。模式種為黎氏利加布龍（L. leanzai），是由約瑟·波拿巴、Gonzalez Riga與塞巴斯蒂安·阿派斯特圭（Sebastián Apesteguía）在2006年根據一個部份身體骨骼所描述、命名的。種名是以發現化石的地質學家Héctor A. Leanza為名。